# Дедам
Дедам (на английски: Dedham) е град в САЩ, административен център на окръг Норфолк, щата Масачузетс. Населението на града е 25 364 души (по приблизителна оценка от 2017 г.). Дедам се намира на 15 километра югозападно от столицата на Масачузетс – град Бостън.